# Чарлі Браун
Чарльз «Чарлі» Браун (англ. Charles «Charlie» Brown) — один із головних персонажів серії коміксів Peanuts, створений Чарльзом Шульцом. Вперше з'явився в коміксі 2 жовтня 1950 року. Старший брат Саллі Браун, яка його дуже любить. Чарлі Брауна описують як милого невдаху, який має нескінченну рішучість і надію, але  постійно потерпає через свою безталанність.

## Опис
Чарлі Браун — персонаж Peanuts, який з'явився у першому випуску коміксу 2 жовтня 1950 року. Попри деякі стилістичні відмінності в малюнках Шульца того часу, Чарлі Браун не змінювався зовні від першого коміксу. Однак спочатку він носив однотонну футболку; смугу у формі зигзага додано 21 грудня 1950 року, щоб додати в комікс більше кольору. У ранньому коміксі 3 листопада 1950 року Чарлі Браун говорив, що йому «всього чотири роки», але за наступні 20 років коміксу він дорослішав; на 17 листопада 1957 року йому було 6 років, а на 11 липня 1979 року — «вісім з половиною років». У наступні роки неодноразово згадувалося, що Чарлі Брауну приблизно 8 років.
Спочатку Чарлі Браун був більш бешкетним і веселішим порівняно з пізнішими коміксами. Він жартував з друзів і дорослих, у його відносинах з Петті і Вайолет був романтичний підтекст.
Незабаром Чарлі Браун перетворився на персонажа-невдаху, яким його знають найбільше. Багато історій у коміксах ґрунтувалося на тому, що він уперто не хотів здаватися, коли все вже було втрачено (наприклад, його небажання йти з бейсбольного поля, коли йде сильний дощ, що перериває його улюблену гру), або на тому, що погане з ним трапляється в той момент, коли здається, що все складеться добре. Чарлі Браун ніколи не отримує валентинок та різдвяних листівок, а на Гелловін замість цукерок йому дають каміння.

## Вплив образу
- Для командного модуля астронавти корабля Аполлон-10 вибрали позивний Чарлі Браун[6].
- Пісня «Charlie Brown[en]» гурту Coldplay. Спочатку в ній були рядки, пов'язані з персонажем, але у фінальній версії їх забрали[джерело не вказане 1217 днів] Попри це, назва залишилася незмінною, оскільки виконавці не змогли підібрати іншої.
- У фільмі «Вбити Білла» (епізод 5: «Розбірка в Будинку Блакитного Листя») один із охоронців О-Рен Ішії Міккі в сцені вечері в ресторані вказав, що офіціант, який їх обслуговує, схожий на Чарлі Брауна, після чого вся компанія, зокрема й власниця ресторану, з цим погодилися і почали називати його Чарлі Брауном.
- У 6 серії 24 сезону мультсеріалу «Сімпсони» Мо каже Гомеру, що ніколи не бачив у нього такого виразу обличчя і гримаса в нього, як у Чарлі Брауна. Волосся Гомера в цей момент виглядає як волосся Чарлі Брауна.
- У 12 серії 3 сезону серіалу «Вир світів» «Привітання з Різдвом» Квін Меллорі згадує Чарлі Брауна, який не подивився б на погану ялинку.
- В аніме-серіалі «Твоя квітнева брехня» Каорі Міядзоно часто цитує Чарлі Брауна.
- У другому розділі гри Deltarune Ральзей танцює його танець.
- Чарлі Брауна згадано в тексті пісні «Halloween» з другого студійного альбому Keeper Of The Seven Keys Part 1 німецького павер-метал гурту Helloween.
- У фільмі 1992 року «Декілька хороших хлопців» герой Тома Круза лейтенант Каффі порівнює з Чарлі Брауном свого напарника лейтенанта Вайнберга (у виконанні Кевіна Поллака): «Ти гарна людина, Чарлі Браун».